# Ленинградская симфония (балет)
«Ленингра́дская симфо́ния» — одноактный балет на музыку 1-й части 7-й симфонии Дмитрия Шостаковича.

## История создания
Первая постановка балета на музыку 1-й части 7-й симфонии Дмитрия Шостаковича прошла в Нью-Йорке 15 февраля 1945 года и была представлена труппой «Балле рюс Хайлайтс». Балетмейстером-постановщиком спектакля был известный хореограф Леонид Мясин.
Однако широкую известность получила версия советского балетмейстера Игоря Бельского поставленная в Ленинградском театре оперы и балета имени С. М. Кирова в 1961 году. Идея Бельского поставить балет на музыку Шостаковича встретила одобрение композитора, который сказал: 

«Если вы хотите ставить балет-симфонию, именно балет-симфонию, то должны создать хореографическую партитуру. Как есть партитура музыкальная, так у вас должна быть хореографическая.»
Но проект не вызвал интереса у руководства Ленинградского театра оперы и балета имени С. М. Кирова, главный балетмейстер театра Константин Сергеев согласился на постановку лишь когда Бельский предложил сделать спектакль внеплановым и молодёжным. Соответственно, в плане балет не стоял и ни залов, ни сцены, ни репетиционного времени у постановочной группы не было — работали где придётся, в нерабочее время под магнитофонную запись.
В отличие от первой постановки Бельского — «Берега надежды», министерские комиссии приняли спектакль спокойно и дали «добро». Первые пять представлений балет назывался «Седьмая симфония» и лишь 6 июня 1962 года на афише появилось название «Ленинградская симфония», оставшееся в истории. Балет был принят восторженно не только в СССР, но и на гастролях в США и Великобритании.

## Действующие лица
- Девушка
- Юноша
- Предатель

## Сценическая жизнь

### Ленинградский театр оперы и балета имени С. М. Кирова
Премьера прошла 14 апреля 1961 года
Балетмейстер-постановщик Игорь Бельский, художник-постановщик Михаил Гордон, дирижёр-постановщик Евгений Дубовской
Действующие лица
- Девушка — Алла Сизова, (затем Габриэла Комлева, Калерия Федичева, Наталия Макарова, Наталья Александрова, Валентина Ганибалова, Елена Евтеева, Ольга Лиховская, Галина Мезенцева)
- Юноша — Юрий Соловьёв, (затем Олег Соколов, Александр Грибов, Евгений Щербаков, Вадим Бударин, Николай Ковмир, Реджепмырат Абдыев, Андрей Босов, Константин Заклинский)

Возобновление в 1991 году
Действующие лица
- Девушка — Ольга Ченчикова, (затем Эльвира Тарасова)
- Юноша — Константин Заклинский, (затем Александр Курков)

Реконструкция 30 мая 2001 года
Действующие лица
- Девушка — Дарья Павленко, (затем Ульяна Лопаткина, Ирина Голуб)
- Юноша — Владимир Шишов, (затем Илья Кузнецов, Михаил Лобухин, Игорь Колб, Максим Зюзин, Андрей Ермаков )

### Постановки в других театрах
- 1962 — Национальный театр в Брно, балетмейстер-постановщик Л. Огоун
- 1962 — Новосибирский театр оперы и балета, под названием «Ленинградская поэма», балетмейстер-постановщик Игорь Бельский
- 1968 — Свердловский театр оперы и балета, балетмейстер-постановщик Игорь Бельский
- 1976 — Минский театр оперы и балета, балетмейстер-постановщик Игорь Бельский
- 1985 — Куйбышевский театр оперы и балета, балетмейстер-постановщик Игорь Бельский
- 2005 — Шанхайский центр восточных искусств, труппа SOH Dance Troupe, балетмейстер-постановщик Андрей Петров
- 2009 — Государственный академический театр танца Республики Казахстан, под названием «Ленинградцы, дети мои! Ленинградцы, гордость моя!», балетмейстер-постановщик Булат Аюханов

## Интересные факты
В 1945 году известный художник Мстислав Добужинский, живший в то время в США, написал сценарий и нарисовал эскизы декораций балета «Ленинградская симфония» на музыку Шостаковича. Но постановка не была осуществлена.